# Stazione di Marinella
Stazione di Marinella vasútállomás Olaszországban, Szardínia régióban, Golfo Aranci településen.

## Vasútvonalak
Az állomást az alábbi vasútvonalak érintik:
- Cagliari–Golfo Aranci Marittima-vasútvonal

## Kapcsolódó állomások
A vasútállomáshoz az alábbi állomások vannak a legközelebb:
- Stazione di Cala Sabina
- Stazione di Rudalza